# بیلینگتون هایتس (نیویورک)
بیلینگتون هایتس (به انگلیسی: Billington Heights) یک منطقهٔ مسکونی در ایالات متحده آمریکا است که در شهرستان ایری، نیویورک واقع شده‌است. بیلینگتون هایتس ۸٫۳ کیلومتر مربع مساحت و ۱٬۶۸۵ نفر جمعیت دارد و ۲۹۰ متر بالاتر از سطح دریا واقع شده‌است.